# Amaury Nolasco
Amaury Nolasco (Porto Rico, 24 de dezembro de 1970) é um ator porto-riquenho. Seu principal papel foi Fernando Sucre na série televisiva Prison Break.

## Carreira
Apesar de ser mais conhecido pelo seu papel em Prison Break, também atuou nas séries ER, Southland, CSI: Crime Scene Investigation e Chase. Seu primeiro papel em filmes foi em 2 Fast 2 Furious. Também atuou no filme Transformers, de 2007.

## Créditos

### Filme
| Ano  | Título original  | Papel          |
| ---- | ---------------- | -------------- |
| 2000 | Brother          | Victor         |
| 2002 | Final Breakdown  | Hector Arturo  |
| 2003 | The Librarians   | G-Man          |
| 2003 | 2 Fast 2 Furious | Orange Julius  |
| 2004 | Mr. 3000         | Minadeo        |
| 2006 | The Benchwarmers | Carlos         |
| 2007 | Transformers     | Figueroa       |
| 2008 | Street Kings     | Santos         |
| 2008 | Max Payne        | Jack Lupino    |
| 2009 | Armored          | Palmer         |
| 2009 | Prison Break     | Fernando Sucre |

### Televisão
| Ano         | Título original                            | Papel          |
| ----------- | ------------------------------------------ | -------------- |
| 1999        | Arli$$                                     | Ivory Ortega   |
| 1999        | Early Edition                              | Pedro Mendoza  |
| 2000        | The Dukes of Hazzard: Hazzard in Hollywood | Cypriano       |
| 2000        | The Huntress                               | Flaco Rosario  |
| 2001        | CSI: Crime Scene Investigation             | Hector Delgado |
| 2002        | ER                                         | Ricky          |
| 2003        | George Lopez                               | Jovem Manny    |
| 2004        | Eve                                        | Adrian         |
| 2005        | CSI: NY                                    | Ruben DeRosa   |
| 2005 - 2017 | Prison Break                               | Fernando Sucre |
| 2007        | Mind of Mencia                             | Ele mesmo      |
| 2010        | Chase                                      | Marco          |
| 2012        | Work It                                    | Angel          |